# هایک هواکیمیان
هایک بادالی هُواکیمیان (ارمنی: Հայկ Բադալի Հովակիմյան؛ انگلیسی: Gaik Ovakimian؛ ۱۱ اوت ۱۸۹۸ – ۱۳ مارس ۱۹۶۷) پرسنل نظامی ارمنی‌تبار اهل امپراتوری روسیه بود.
اهل ارمنستان کمیساریای خلق در امور داخلی جاسوس ایالات متحده آمریکا.

## زندگی‌نامه
وی در ۱۱ اوت ۱۸۹۸ در جهری به دنیا آمد و از دانشگاه نیویورک فارغ‌التحصیل گشت.  وی در ۱۳ مارس ۱۹۶۷ در سن سالگی در مسکو درگذشت.